# پیلگریم رست (آرکانزاس)
پیلگریم رست (به انگلیسی: Pilgrim's Rest) یک منطقهٔ مسکونی در ایالات متحده آمریکا است که در شهرستان واشینگتن، آرکانزاس واقع شده‌است. پیلگریم رست ۴۲۵ متر بالاتر از سطح دریا واقع شده‌است.